# Naučná stezka Jedovnické rybníky – Rudické propadání
Naučná stezka Jedovnické rybníky – Rudické propadání se nachází v okrese Blansko v Jihomoravském kraji. Leží zčásti v CHKO Moravský kras.

## Popis stezky

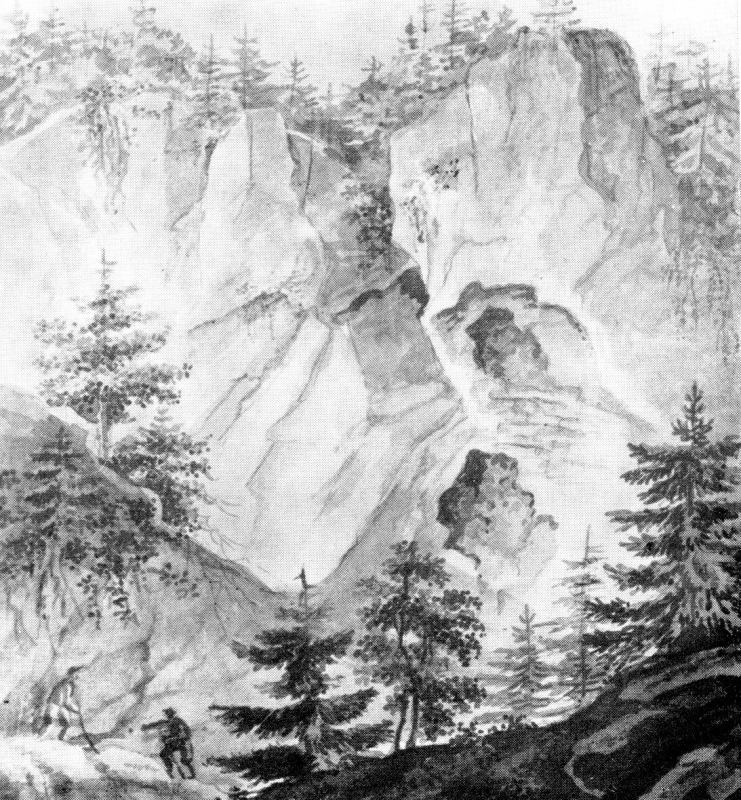
Rudické propadání na kresbě F. Richtera z r. 1822

Stezka je okružní, středně náročná, určená pro pěší turisty. Trasa stezky se 13 zastávkami je dlouhá 7 kilometrů, její absolvování i s prohlídkou zajímavostí na trase vyžaduje cca 4 - 5 hodin. Výchozím a cílovým bodem je městys Jedovnice. V Jedovnicích se nacházejí rybníky Olšovec, Budkovan a Dymák, stezka pokračuje po toku Jedovnického potoka směrem k Rudickému propadání a ke Kolíbkám. Odtud pokračuje do Rudice, kde se nachází větrný mlýn s muzeem a malým geoparkem. Z Rudice vede stezka zpět do Jedovnic, tentokráte do místní části Chaloupky.
Správa CHKO, která udržuje stezky pouze v Moravském krasu, spravuje pouze část zvanou Rudické propadání, která má 2 km a 5 zastávek.

## Fotogalerie

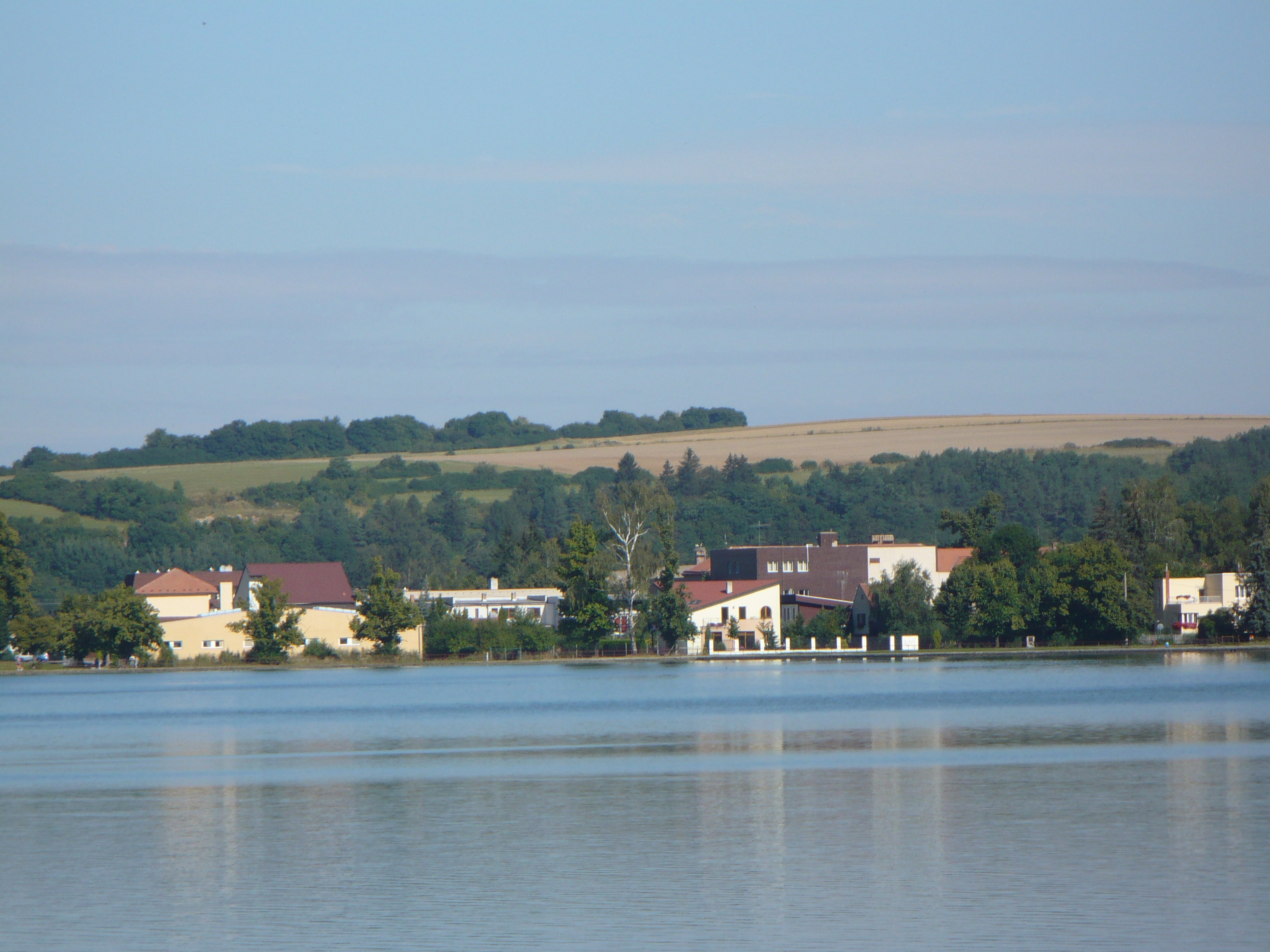
Rybník Olšovec
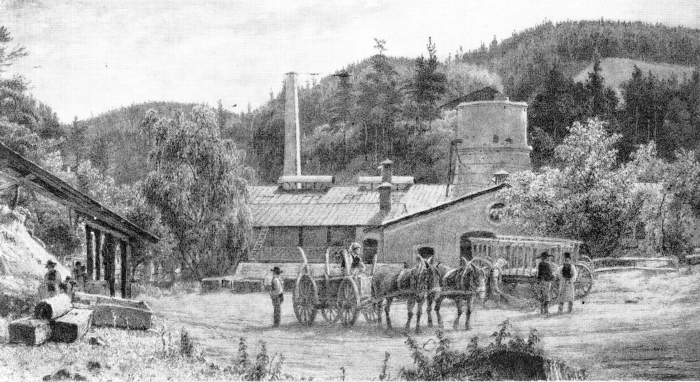
Hugova huť, která stávala na trase stezky
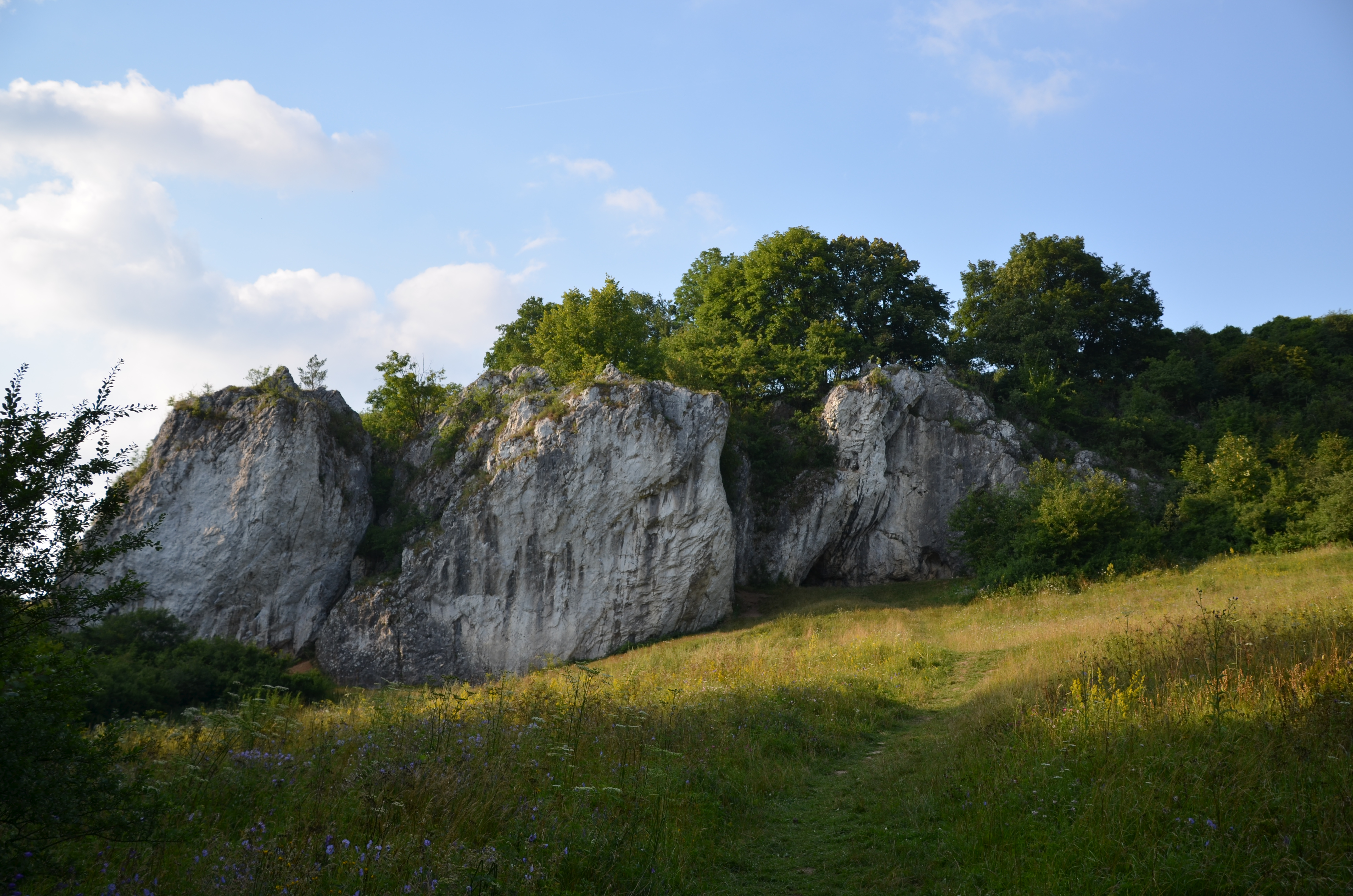
Skalní amfiteátr Kolíbky
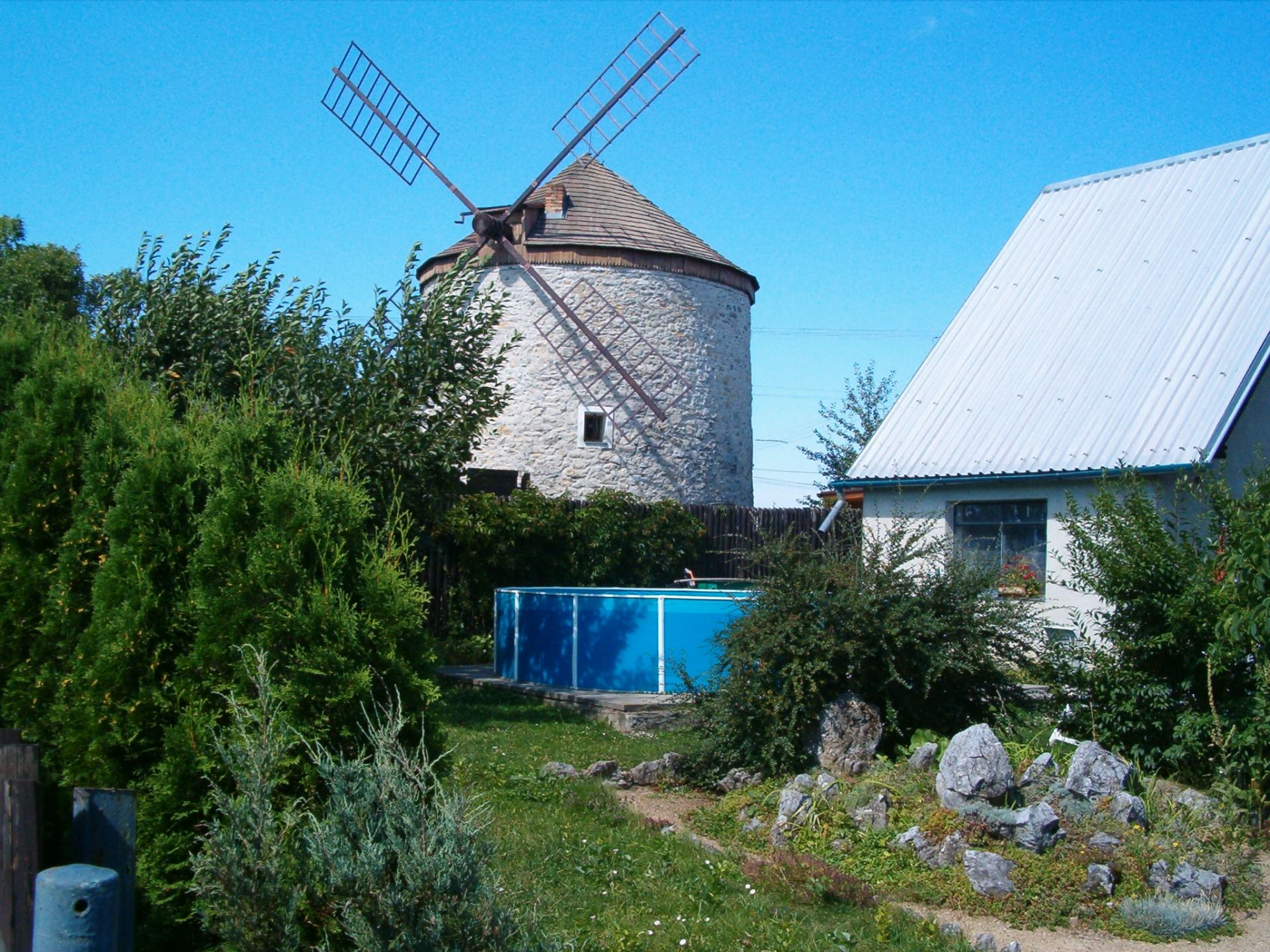
Větrný mlýn v Rudici
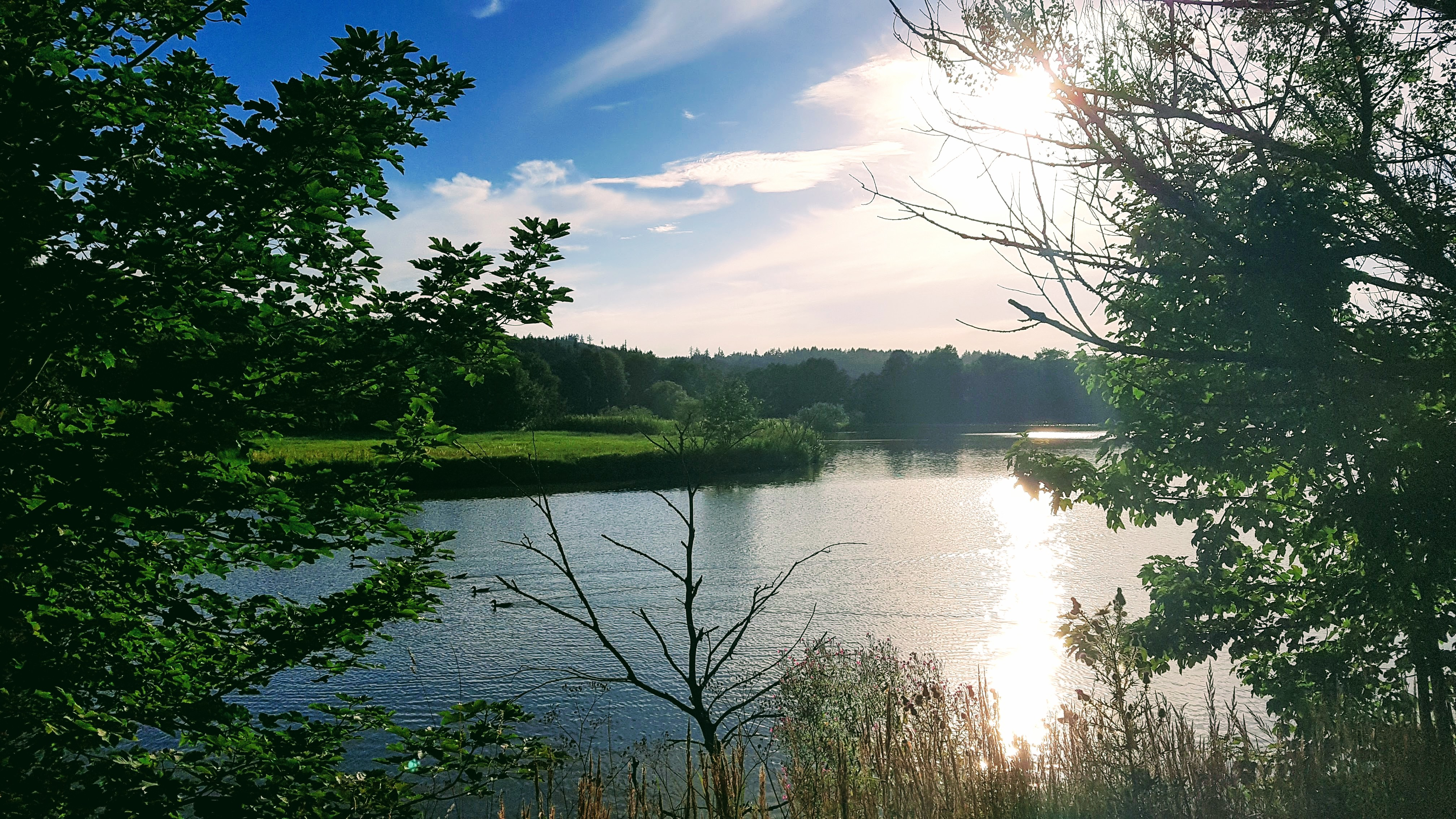
Rybník Budkovan u Jedovnic

## Blízké okolí
- Přírodní park Rakovecké údolí
- Bystřec (zaniklá osada)
- Típeček
- Stromořadí Lažánky-Jedovnice